# XBoard
XBoard是一個X Window系統上的圖形化西洋棋棋盤。它是由GNU計劃所開發並維護的自由软件。WinBoard是在Microsoft Windows上原生執行的XBoard移植版。

## 概覽
這份程式一開始由Tim Mann開發，與許多支援西洋棋通訊協定的西洋棋引擎相容，如GNU Chess。它也支援網際網路西洋棋伺服器、電子郵件西洋棋，並支援遊玩儲存的遊戲。
XBoard/WinBoard仍在持續更新，而西洋棋通訊協定也在擴展以迎合現代西洋棋引擎的需要（其包含如雜湊表、多處理程序以及遊戲結束表格，這些都無法透過舊的協定控制）。
XBoard/WinBoard也完全支援遊玩如Fairy-Max等的國際象棋變體。這代表了這個圖形化介面可以顯示許多如象棋、將棋、泰國象棋、雙狂象棋、卡帕布蘭卡象棋，以及許多其他不同棋盤大小的西方變體。它提供了這些遊戲的西方代表，但XBoard/WinBoard幾乎無限的可自訂性也讓它可以執行高品質的非西方遊戲。

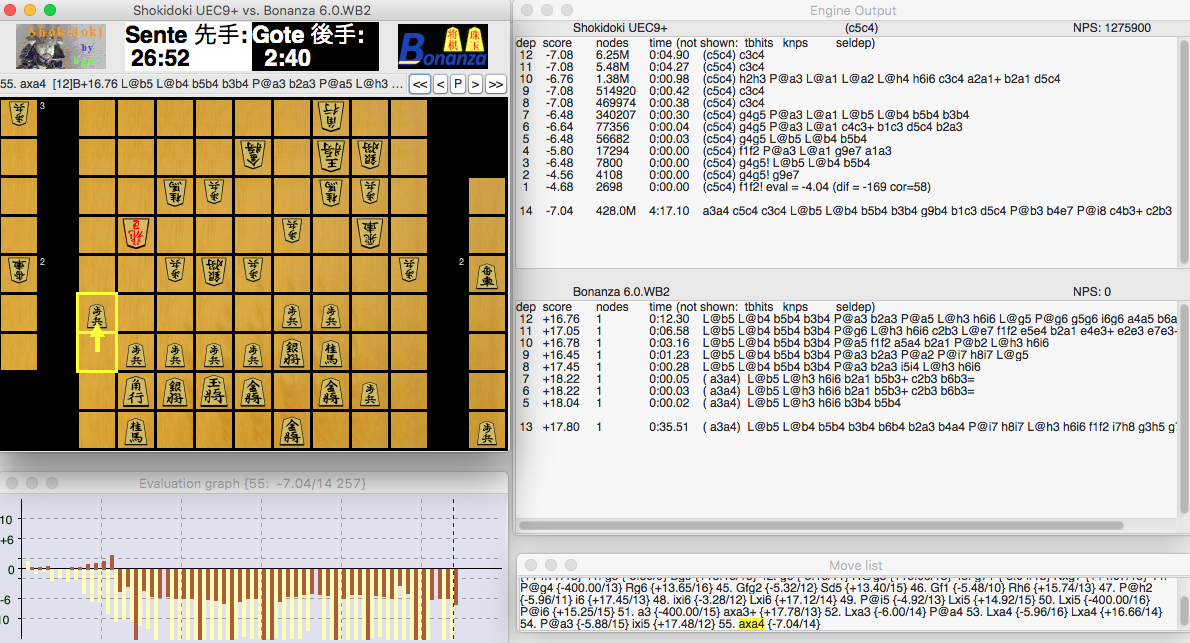
以XBoard遊玩將棋遊戲的螢幕截圖

另一個電腦西洋棋協定是通用西洋棋介面（英語：Universal Chess Interface，簡稱UCI）。XBoard/WinBoard也透過如Polyglot與UCI2WB等的轉接程式支援此協定（及其變體USI與UCCI，它們常用於將棋與象棋）。
2014年開始，XBoard有一個特殊版本，其提供了對蘋果公司的macOS更好的整合。其是從WinBoard論壇開始散佈的macOS應用程式，包含了許多引擎（給國際象棋與其許多變體使用），以及用於在非原生支援的協定上執行引擎的轉接程式。它也包含了連線到流行的網際網路西洋棋伺服器FICS與ICC來線上遊玩的支援軟體。也有提供專為東方風格的將棋或象棋設定的XBoard的macOS應用程式。
WinBoard是一個適用於Microsoft Windows的XBoard版本，並與macOS的版本以相當類似的形式提供。

## 外部連結
- 官方网站
- GNU Savannah上的XBoard （页面存档备份，存于）
- Xboard與Winboard西洋棋引擎的使用FAQ （页面存档备份，存于）
- Xboard與Winboard西洋棋引擎的清單 （页面存档备份，存于）